# العلاقات الغانية المغربية
تأسست العلاقات الديبلوماسية بين المملكة المغربية وجمهورية غانا سنة 1960م.

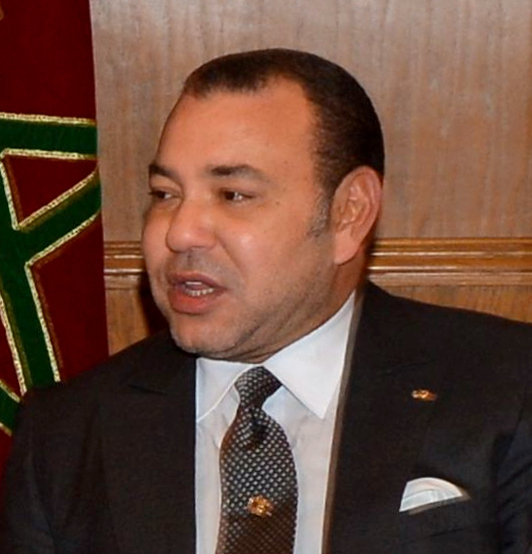
أعرب صاحب الجلالة الملك محمد السادس في برقية تهنئة بعث بها إلى السيد جون دراماني ماهاما، رئيس جمهورية غانا، وذلك بمناسبة احتفال بلاده بعيدها الوطني، عن مدى حرصه على العمل سوياَ مع الرئيس الغاني لتعزيز الروابط التاريخية التي تجمع البلدين، بما يخدم المصالح العليا للشعبين الشقيقين، ويسهم في تطور واستقرار القارة الإفريقية.
وكالة المغرب العربي للأنباء
6 مارس 2015.

## العلاقات السياسية
هذه العلاقات عرفت تطوراَ منذ وصول الرئيس جون كوفور للسلطة، توج بالزيارة الرسمية للرئيس الغاني للمغرب سنة 2001م. توصف العلاقات التي تجمع البلدين بالعريقة، ترتكز على الرغبة في تعزيز الروابط الثنائية، بالخصوص الجوانب الاقتصادية والبرلمانية، ومساعدة غانا على استكشاف مجالات تعاون جديدة من أجل تنويع العلاقات الثنائية كقطاعي الاقتصاد والسياحة.
- يونيو 2025، أعلنت جمهورية غانا، من الرباط، دعمها الكامل لمبادرة الحكم الذاتي التي تقدمت بها المملكة المغربية والتي تمثل الأساس الجاد والواقعي الوحيد للتوصل إلى حل دائم ومقبول من جميع الأطراف للنزاع الإقليمي حول الصحراء المغربية. [3] [4] [5] [6] [7] [8] [9] [10] [11] [12]

وجاء التعبير عن هذا الموقف خلال اجتماع عقد، اليوم الخميس بالرباط في 5 يونيو 2025، بين ناصر بوريطة، وزير الشؤون الخارجية والتعاون الإفريقي والمغاربة المقيمين بالخارج، وصامويل أوكودزيتو أبلاكوا، وزير الشؤون الخارجية بجمهورية غانا.

## الزيارات واللقاءات الثنائية
في إطار إعطاء شكل محدد لهذة العلاقات المتينة، تعددت الزيارات بين مسؤولي البلدين في مجال الملاحة الجوية، الماء الصالح للشرب، التجارة والصناعة، كان اخرها:

- 30 يناير 2014: لقاء الوزيرة المنتدبة لدى وزيرة الشؤون الخارجية والتعاون السيدة إمبركة بوعيدة مع وزيرة الخارجية الغانية السيدة آنا طيطيه على هامش قمة الاتحاد الإفريقي الذي انعقد بأديس أبابا؛

- 12 فبراير 2015: زيارة وزيرة الشؤون الخارجية والاندماج الإقليمي الغانية السيدة هانا سواه تيتي.

## الدورة الأولى للجنة المشتركة المغربية - الغانية
انعقدت الدورة الأولى للجنة المشتركة المغربية - الغانية في 12 فبراير 2015 بالرباط برئاسة وزير الشؤون الخارجية والتعاون السيد صلاح الدين مزوار ونظيرته الغانية السيدة هانا سواه تيتي، وقد اتفق الجانبان على تبادل الزيارات بين رجال الأعمال، ووضع إطار لدعم دينامية العلاقات الثنائية على المستويين الاقتصادي والمؤسساتي وما بين البرلمانين، وعلى مستوى المجتمع المدني في كلي البلدين.

## العلاقات الاقتصادية
تتقاسم المملكة المغربية وجمهورية غانا عدة مصالح اقتصادية خاصة في مجال الطاقة.

### التطور المقارن للواردات من غانا
| 2009 | 2010 | 2011 | 2012 | 2013 | حصة 2013                   |
| ---- | ---- | ---- | ---- | ---- | -------------------------- |
| 54   | 48   | 315  | 40   | 199  | حصة% 2,8 / +159 مليون درهم |

المصدر: مكتب الصرف المغربي التقرير النهائي للتجارة الخارجية لسنة 2013

### التطور المقارن للصادرات نحو غانا
| 2009 | 2010 | 2011 | 2012 | 2013 | حصة 2013 | المتغيرات 2013 - 2012       |
| ---- | ---- | ---- | ---- | ---- | -------- | --------------------------- |
| 297  | 563  | 545  | 1021 | 873  | 7,3      | حصة% -148 / -14,5مليون درهم |

المصدر: مكتب الصرف المغربي التقرير النهائي للتجارة الخارجية لسنة 2013

## التعاون الثقافي، العلمي والتقني
في سنة 2010/2011، قدم المغرب لغانا 45 منحة دراسية.

يستفيد الطلبة كذلك من منحة لمدة سنة لتعلم اللغة الفرنسية في كلية علوم التربية بالرباط.

بلغ مجموع الطلاب المسجلين سنة 2010، 208 طالباَ.

## الإطار القانوني
مذكرة تفاهم بشأن المفاوضات بين وزيري خارجية البلدين 2001/04/19 الرباط

الاتفاق على إنشاء لجنة مشتركة 2001/05/15 أكادير

مذكرة تفاهم بشأن الملاحة الجوية 2003/06/26 الرباط

إتفاقية تعاون في ميدان الصيد البحري 2003/10/10 الرباط

إتفاقية للنهوض وتطوير الصناعة التقليدية 2004/09/06 الرباط

اتفاق حول التعاون السياحي 2004/01/20  الرباط

مذكرة تفاهم وتعاون في مجال المناجم والجيولوجيا 22 يوليوز 2004 الرباط

إتفاقية للنهوض وحماية الإستثمارات 23 - 2005/02/2005/02/ أكرا

مذكرة تفاهم لتعزيز التعاون بين الهيئة الغانية لإنعاش التصدير والمركز المغربي لإنعاش الصادرات 2015/02/12 الرباط

اتفاقية التعاون في مجال تدريب الطلبة والتقنيين والمهنيين الغانيين 2015/02/12 الرباط
اتفاقية التعاون في مجال التكوين التقني 2015/02/12 الرباط

اتفاقية في مجال التجارة البحرية 2015/02/12 الرباط

اتفاقية لإنعاش التجارة 2015/02/12 الرباط.